# Mainzer Rathaus

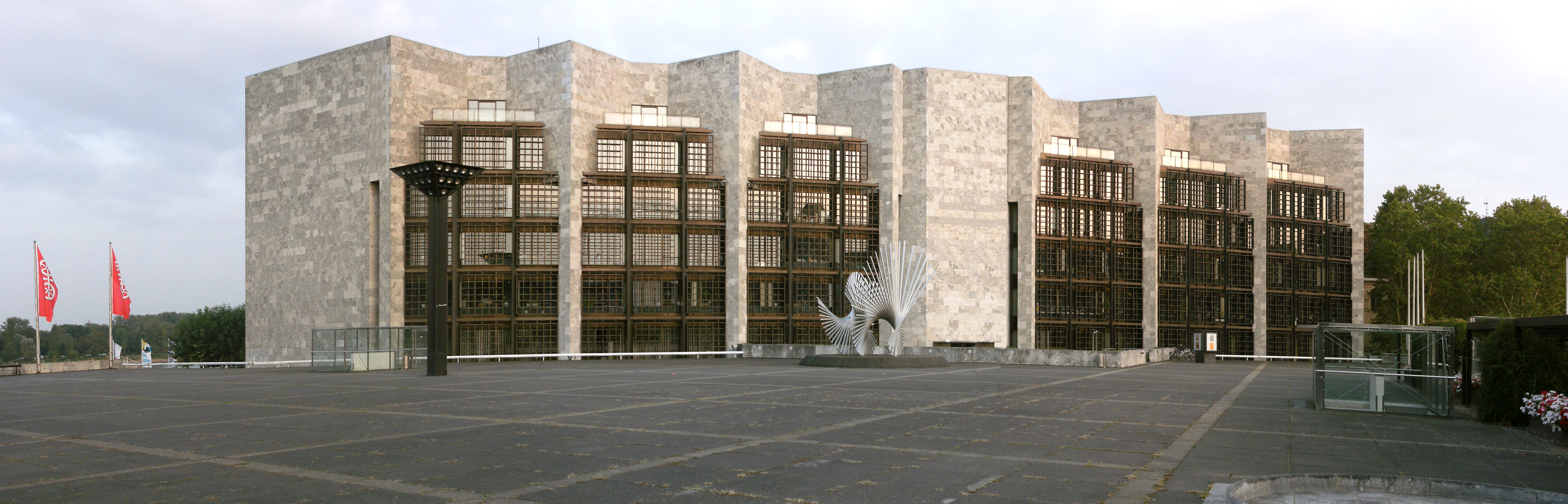
Rathaus Mainz, mit Jockel-Fuchs-Platz und der seit September 1982 dort aufgestellten Skulptur Lebenskraft, ein Geschenk der spanischen Partnerstadt Valencia

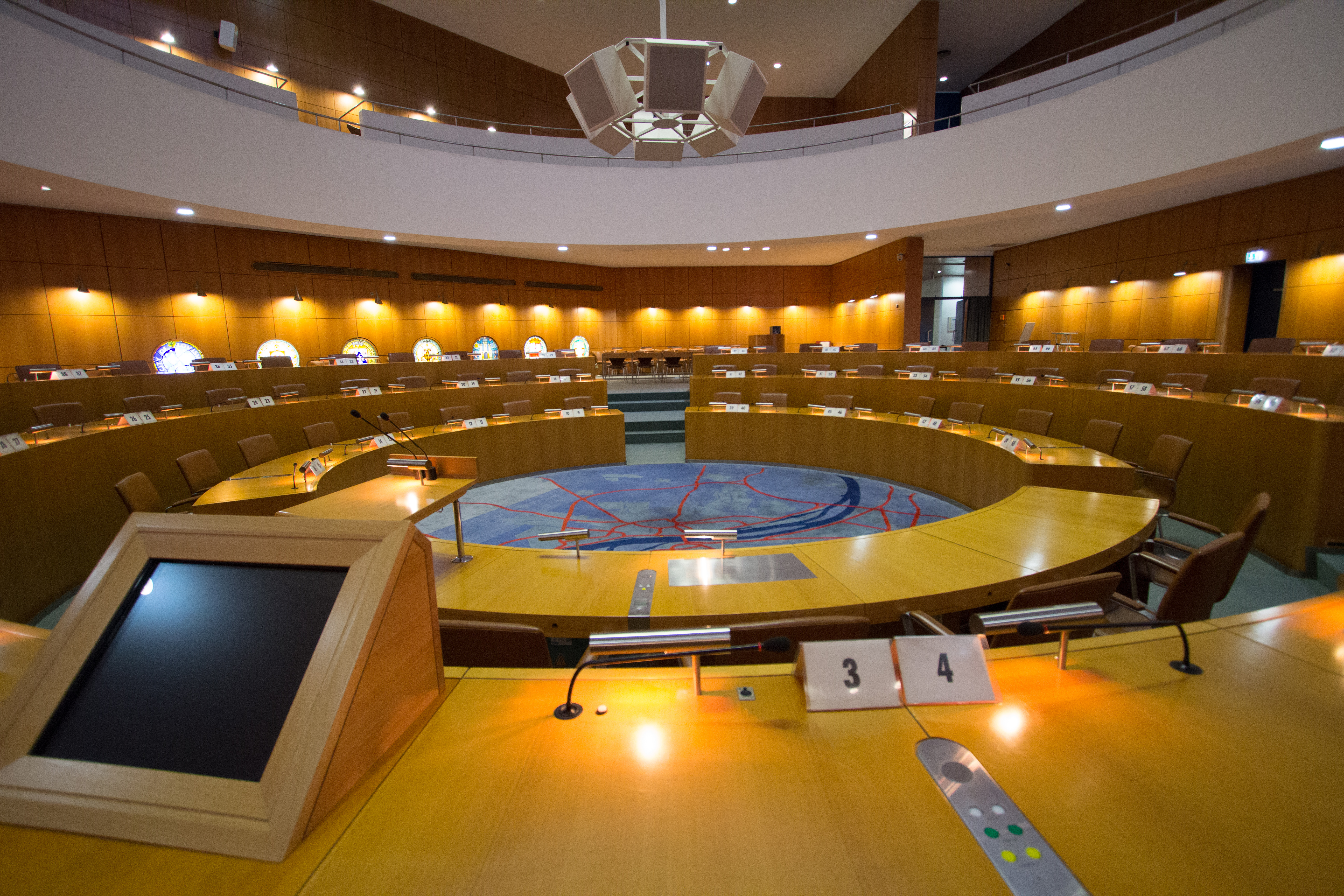
Ratssaal aus Sicht des Oberbürgermeisters

Das Rathaus der Stadt Mainz, am Rheinufer unweit der Theodor-Heuss-Brücke gelegen, wurde von Arne Jacobsen und Otto Weitling 1968/1970 entworfen und von 1970 bis 1974 erbaut. Nach dem Tod Jacobsens 1971 vollendete die Architektengemeinschaft Dissing+Weitling dessen begonnene Arbeit. Mit dem Brandzentrum, dem Hilton-Hotel und der Rheingoldhalle bildet das denkmalgeschützte Gebäude einen eindrucksvollen Komplex der Nachkriegsmoderne.

## Vorgeschichte
Vor dem Neubau 1974 hatte es in Mainz seit 1462, als Adolf von Nassau als Ergebnis der Mainzer Stiftsfehde den Stadtrat auflöste und die Stadt nur noch von den Vertretern des Erzbischofs und Kurfürsten regiert wurde, kein eigentliches Rathaus mehr gegeben. Der Stadtrat, der bis zur „Franzosenzeit“ seiner Kompetenzen beraubt war, tagte ein halbes Jahrtausend lang in verschiedenen Gebäuden, die meistens als „Stadthaus“ firmierten.
Seit den 1930er Jahren sind verschiedene Standorte für ein neues Rathaus diskutiert worden, darunter die 1934 vom Stadtplanungsamt vorgelegten Pläne für einen Neubau im Bereich der Golden-Ross-Kaserne, wobei alte und neue Bausubstanz harmonisch vereint werden sollte. Kühle Klassizistik und Monumentalität der NS-Architektur sind in diese Pläne eingeflossen, es fehlte ihnen aber an Härte und Brutalität, da der Maßstab normal blieb in der Synthese von alt und neu. Die Pläne wurden jedoch nicht verwirklicht.
Nach dem Zweiten Weltkrieg wurde das noch von den Luftangriffen auf Mainz gezeichnete Stadtzentrum erheblich umgestaltet und ausgebaut. Erstmals gab es 1954 wieder Vorschläge für ein neues Rathaus. Die FDP-Stadtratsfraktion schlug vor, das Gelände einer Schule in der Mitternacht zu benutzen. Fünf Jahre später beschloss der Stadtrat den Ausbau des bisher genutzten Stadthauses am Pulverturm. Am 12. Juli 1962 beschloss der Stadtrat, das neue Rathaus auf dem Gelände „Am Brand“ aufzubauen und das bisher genutzte Gelände am Pulverturm zu verkaufen. Ein knappes Jahr später, am 27. Juni 1963 lag dem Stadtrat eine umfangreiche Beschlussvorlage vor. Nachdem festgestellt wurde, dass die bisherigen Pläne die Finanzkraft der Stadt mit dem „100-Millionen-Projekt“ sprengen würden, wurde die nochmalige Überprüfung des gesamten Projektes im Bauausschuss „unter Hinzuziehung der Fachleute des Hochbauamtes und Tiefbauamtes“ angeregt. Die Abstimmung über einen Beschluss wurde auf einen späteren Zeitpunkt zurückgestellt.

## Baugeschichte

### Standortfestlegung und Ausschreibung
Eine erneute Standortdiskussion kam erst wieder, nachdem zwischenzeitlich auch das Kurfürstliche Schloss ins Gespräch gebracht wurde, zwischen Februar und Mai 1967 auf die Tagesordnungen des Stadtrates. Am 31. Mai 1967 billigte die Mehrheit des Stadtrates endgültig den Standort am Platz der ehemaligen Stadthalle, dem nur noch der Brand auf der gegenüberliegenden Straßenseite entgegengesetzt worden war. Am 29. November 1967 wurde der Architekturwettbewerb veröffentlicht, der bis zum 1. April 1968 dauerte. In den Wettbewerb wurden unter anderem folgende Punkte aufgenommen:
- Wenn die Stadt Mainz sich anschickt, erstmals nach fünfhundert Jahren wieder ein Rathaus zu bauen, dann erwartet die Bürgerschaft mit Recht mehr als nur die Erfüllung bestimmter Nützlichkeitsaufgaben. Bereits den früheren, durch die neue Standortbestimmung überholten Rathausplanungen wurde – ebenso wie den Vorbereitungen für den jetzigen Wettbewerb – allgemein größtes Interesse entgegengebracht.
- In diesem Bauwerk sollten das Zusammenwirken und die Zusammengehörigkeit von Stadtrat und Stadtverwaltung ihren sichtbaren Ausdruck finden. Darüber hinaus sollt ein Rathaus – als ein Zentrum kommunaler Demokratie – den Bürgern demokratische Gesellschaftsordnung und parlamentarische Bildung innerhalb ihres vertrauten Lebensbereichs, der Stadt, anschaulich und erlebbar vermitteln.
- Wenn ein Rathaus in der heutigen Zeit mehr sein soll und mehr sein kann als nur ein Verwaltungsgebäude mit einem Sitzungssaal, dann darf es zugleich etwas von dem ausdrücken, was man unter Bürgersinn und Bürgerstolz versteht. Um Mißverständnissen vorzubeugen sei hierzu jedoch gesagt, daß in diesem Gedanken nicht etwa die Absicht anklingt, das Mainzer Stadtbild durch einen neuen gigantischen Akzent oder mit einem neuen Wahrzeichen gewaltsam zu ändern.

Erwartet wurde ein mit vertretbarem Aufwand realisierbarer Vorentwurf für ein funktionsfähiges Rathaus, dessen städtebauliche Note wie folgt beschrieben wurde:

„Das Rathaus soll – ebenso wie die Stadthalle und der gesamte Halleplatzbereich – mit dem Brandgebiet und hierdurch mit der Innenstadt verbunden werden. Diese Verbindung ist als Abschluß und Höhepunkt der für Mainz charakteristischen Platzfolge Schillerplatz – Gutenbergplatz – Höfchen – Markt – Liebfrauenplatz und Brand zu verstehen. Die Stadt soll nicht mehr wie bisher durch die Rheinstraße vom Rheinstrom getrennt, sondern in überzeugender Weise endlich wieder mit ihrem Flußufer verbunden werden. Diese Verbindung soll eine zweifache sein. Sie erfordert einmal eine städtebaulich richtige, aus einem Guß empfundene Heranführung des Fußgängers aus der Innenstadt bis an den Rhein. Zum anderen muß der gesamte Halleplatzbereich für den Fahrzeugverkehr erschlossen und funktionierend mit dem bestehenden Verkehrssystem verbunden werden. Die Ausschreibung legt Wert darauf, daß im Mittelpunkt der Rheinuferanlage im Nahbereich von Stadthalle und Rathaus ein ‚Platz am Rhein‘ entsteht, der nach Lage und Gestalt wirklich der Höhepunkt des oben dargestellten städtebaulichen Zusammenhanges sein kann.“

Die elfköpfige Jury setzte sich aus den sieben Fachjuroren Egon Eiermann, Rudolf Hillebrecht, Hans Jacobi (Mainzer Baudezernet), Jürgen Joedicke, Johannes Krahn, Arthur Schech, Heinrich Schmidt und den vier Sachpreisrichtern Jockel Fuchs sowie den Stadtratsfraktionsmitglieder Paul Distelhut (SPD), Fritz Grebner (CDU) und Günter Stroch (FDP) zusammen und begutachtete die 22 eingereichten Entwürfe.
Der dritte Platz ging mit 10.000 DM an Hans Maurer und Horst Mauder. Der zweite Platz wurde zweimal mit je 20.000 DM an Hentrich-Petschnigg in Zusammenarbeit mit H. J. Stutz aus Düsseldorf/Köln und an die Werkgemeinschaft Freier Architekten Wolfgang Hirsch, Rudolf Hoinkis, Martin Lanz, Paul Schütz, Dieter Stahl vergeben. Zwei weitere Entwürfe wurden für je 5000 DM von den aus Mainz stammenden Architekten angekauft.
Der erste Platz mit 30.000 DM wurde einstimmig unter Vorsitz von Rudolf Hillebrecht an Arne Jacobsen und Otto Weitling vergeben. Diese schrieben in ihrem Erläuterungsbericht:

„Das Rathaus in der vorliegenden Situation zu einem natürlichen Anziehungspunkt der Stadt zu machen, war das Hauptanliegen der Verfasser. Durch die Schrägstellung der Ost-West-Fußgängerstraße sind möglichst viele Beziehungen zur Altstadt hergestellt worden. Die Fußgänger werden auf den Baublock gebündelt und schließlich über die Fußgängerbrücke auf das Rathaus gerichtet. Die Hauptfassade des Rathauses wiederum leitet in ihrer Richtung über zu der reizvollen Aussicht auf den Rhein und zur Stadthalle, nimmt aber auch Bezug zum historischen Eisernen Turm auf. So soll eine selbstverständliche, zwanglose Beziehung zwischen Dom und den Plätzen der Altstadt, dem neuen Geschäftszentrum Brand, dem Rathaus und der Stadthalle mit dem Rheinufer hergestellt werden. Der in der Altstadt vorherrschende Charakter in Maßstäblichkeit und Ausbildung von Baublocks, Straßen, Gassen und Plätzen, welcher noch den mittelalterlichen Ursprung erkennen läßt, ist in seiner Schiefwinkeligkeit und Unregelmäßigkeit in der Bebauung von Brand und Halleplatz aufgenommen worden. Durch Einrichtungen, die unter Wahrung des charakteristischen Maßstabes die modernen Funktionen innerstädtischen Lebens auf engem Raum konzentriert bieten, soll der Stadt die erwünschte Erweiterung der Innenstadt zum Rhein hin geöffnet werden. Alle geplanten Gebäude ordnen sich in der Höhe dem dominierenden Baukörper des Domes unter. In der Ansicht vom Rhein her wird daher die charakteristische Silhouette mit dem ehrwürden Dom als Höhepunkt erhalten; das Geschäftszentrum Brand jedoch wird in seiner Massierung das konzentrierte Angebot innerstädtischer Dienste erkennen lassen. Die dem Rhein zugewandte Stützmauer des Platzes am Rhein entspricht im Maßstab der Situation beim Kurfürstlichen Schloß und beim Landtag. Auch das Rathaus selbst mit seinem von allen Seiten unterschiedlich, den entsprechenden Räumen angemessen wirkenden Baukubus, ist in Proportionierung und Maßstäblichkeit ähnlich den historischen Bauten längs des Rheinufers. Es macht durch seine Lage auf dem Platz am Rhein in der Ansicht vom Rhein wie auch von der Innenstadt her seine besondere Funktion erkennbar“

### Bauausführung und Einweihung
Auch als der Bau und der Standort beschlossen waren, gingen die Diskussionen weiter, diesmal entzündeten sie sich an den Kosten und der Architektur. Dennoch billigte der Stadtrat den Architektenentwurf am 18. Dezember 1969. Das Bauleitbüro wurde am 1. April 1970 in der Nähe am Fischtorplatz eingerichtet, die eigentliche Baustelle erst am 12. Oktober 1970 mit dem offiziellen ersten Spatenstich. Das Gießen des Fundamentes erfolgte am 1. Februar 1971. Am 24. März 1971 starb Arne Jacobsen, Otto Weitling übernahm allein die Ausführung, da die Planungen bis ins Detail abgeschlossen waren. Die Grundsteinlegung erfolgte am 4. Juni 1971.
Das Rathaus wurde am 31. Dezember 1973 eingeweiht. Zur Einweihung gratulierten vor Ort Bundespräsident Gustav Heinemann, Ministerpräsident Helmut Kohl, Hans Koschnick vom Deutschen Städtetag, Rudi Schmitt aus dem benachbarten Wiesbaden sowie Vertreter aus den Partnerstädten Dijon, Watford und Zagreb. Einen Tag später, am Neujahrstag 1974, stürmten Narren der Mainzer Fastnacht unter dem Kommando des Prinzenpaares „Rolf I. und Marion I.“ das Rathaus.

### Baukosten
Für den gesamten Rathaus-Komplex inklusive Rathausplateau und Brückenturm wurden 1969 45 Mio. DM veranschlagt. 1973, ein Jahr vor der Fertigstellung, wurden bereits 67 Mio. DM kalkuliert, davon 40,125 Mio. DM für das Gebäude, 20,5 Mio. DM für Rathausplatz, Parkhaus und Café-Restaurant und 6,342 Mio. DM für den Brückenturm einschließlich der Brücke zum Brand.
Letztendlich kostete der Rathauskomplex die Stadt Mainz circa 80 Mio. DM, nach heutiger Kaufkraft ca. 136 Mio. Euro.

### Rathausplatz
Der Rathausplatz wurde ein Jahr nach dem Tod des langjährigen Oberbürgermeisters und ersten Hausherrn des Rathauses Jockel Fuchs 2002 in Jockel-Fuchs-Platz umbenannt. Das Gebäude wird von den Mainzern auch als Fuchsbau, gelegentlich scherzhaft als Beamtengefängnis bezeichnet.

### Zustand und Sanierung
Zu Beginn des 21. Jahrhunderts traten in dem Gebäude immer mehr Probleme auf. Waren dies erst technische Mängel, so zum Beispiel bei der veralteten Lüftungsanlage, so nahmen später auch bauliche Mängel deutlich zu. Nach einem Gutachten der Mainzer Gebäudewirtschaft, eines städtischen Unternehmens, von 2009 sollte die energetische Instandsetzung etwa 14,5 Millionen Euro kosten. Einkalkuliert waren sämtliche Installationen, die zum Teil noch im Zustand von 1973 waren. Damals kam eine Sanierung des Gebäudes durch die stark verschuldete Stadt Mainz aus Kostengründen nicht in Frage.

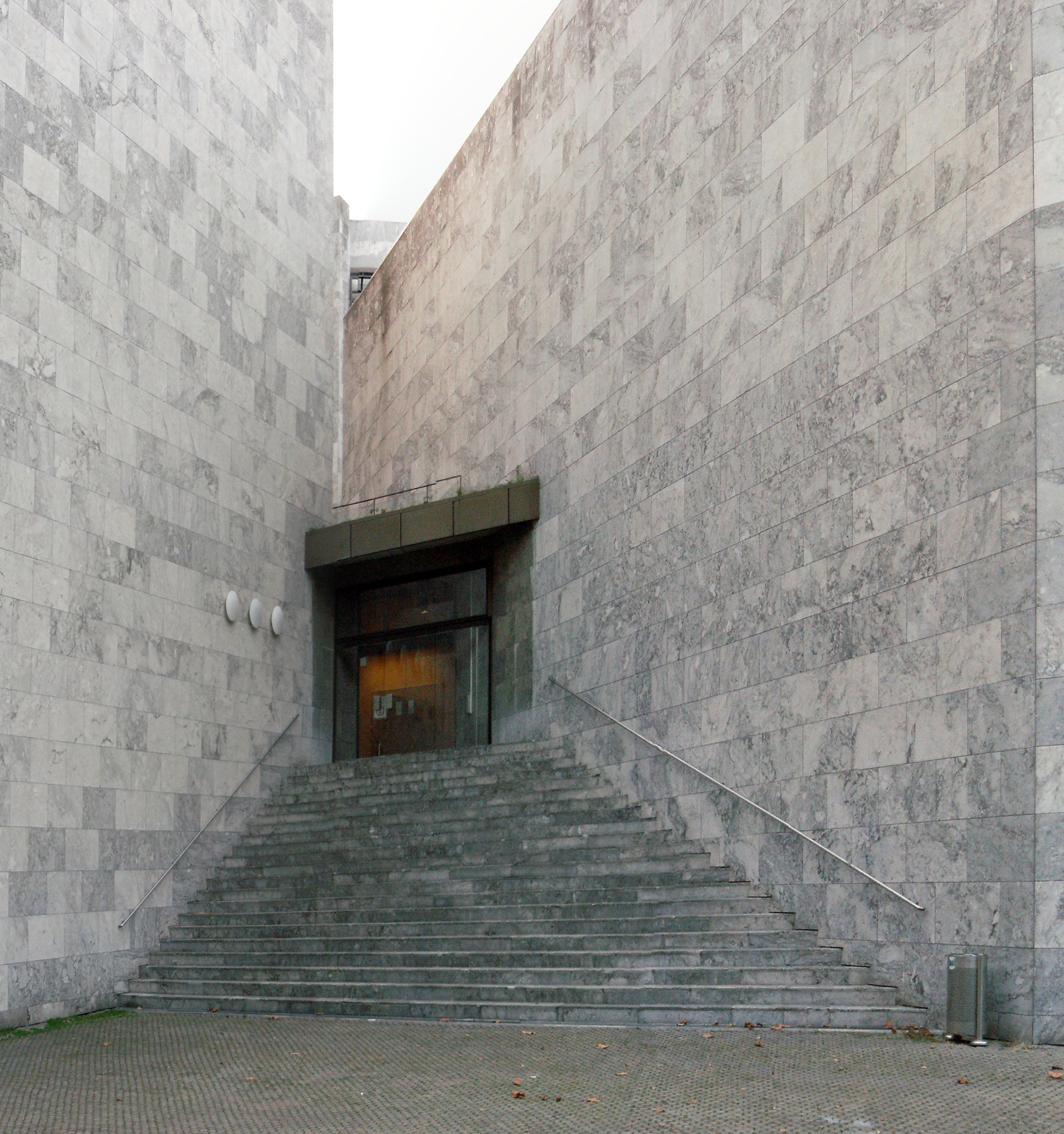
Selten genutzter Zugang zur Straße Am Rathaus

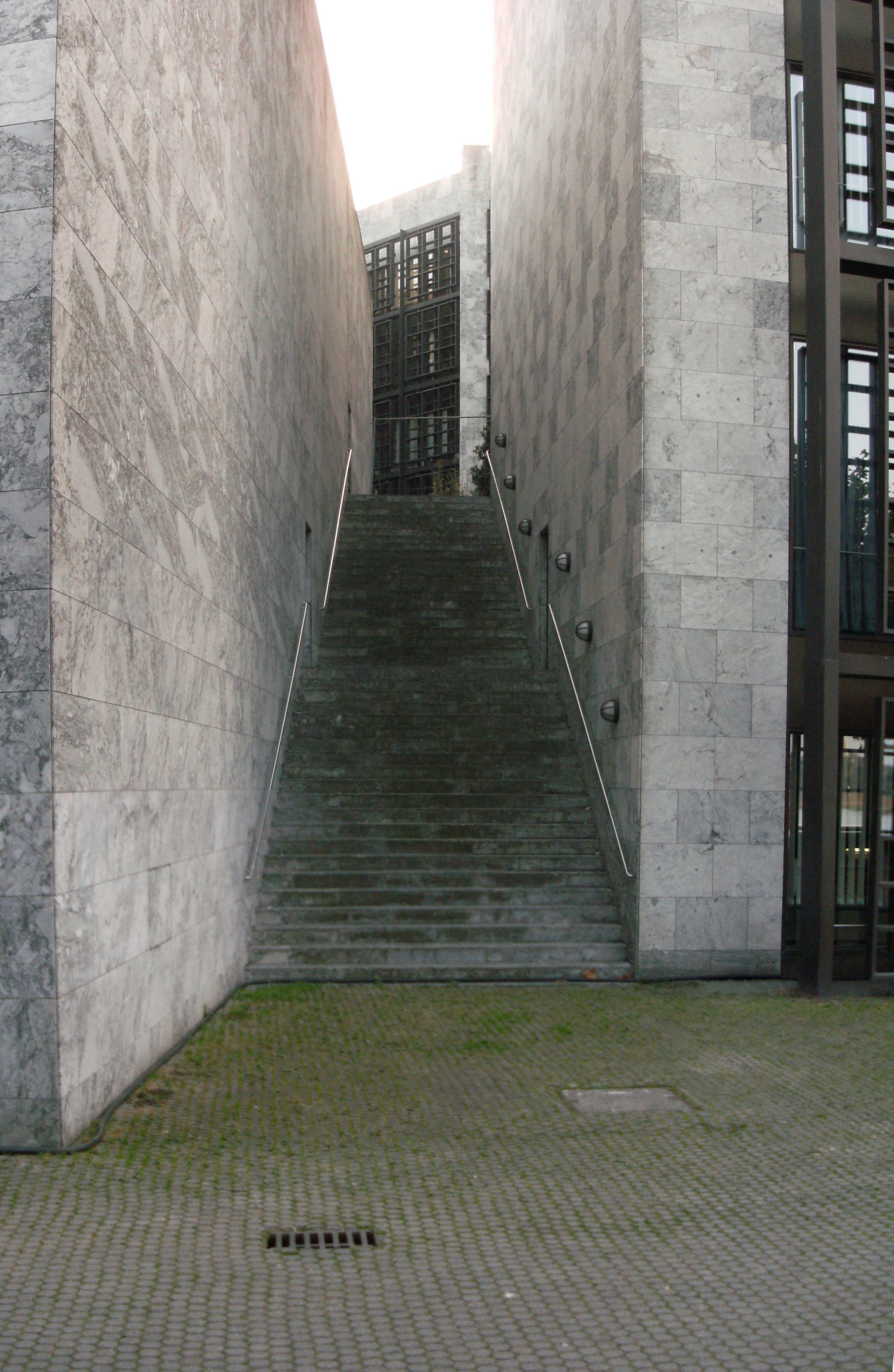
Gesperrte Treppe zum Adenauerufer

Der Ehrenpräsident der Landesarchitektenkammer Rheinland-Pfalz, Günther Franz, sah die Gründe für den Verfall in der Verwendung nicht ausreichend erforschter Materialien sowie in Fehlern bei der Planung und Instandhaltung. Er stellte fest, dass „gerade die Architektur jener Zeit nur schwer in Würde altern kann.“ Zum 26. November 2011 wurde von der Mainzer Aufbaugesellschaft eine Machbarkeitsstudie zur Sanierung des Gebäudes vorgelegt. Darin wurden die Sanierungskosten auf nunmehr rund 47,6 Mio. € geschätzt. Der Architekturtheoretiker Werner Durth bemerkte dazu, dass der Neubau des Rathauses auf „billigem Grund“ nicht günstiger als eine Sanierung des Bestandes ausfallen werde. Durth monierte zudem 2013 im Rahmen einer Bürgerinformation, das Rathaus habe „solche Verwahrlosung – und auch die Vernachlässigung im Bewusstsein der Bürgerschaft – nicht verdient.“ Er attestierte dem bestehenden Gebäude „viel Potential“ und regte an, es „durch überschaubare Maßnahmen […] derart zukunftsfähig“ zu machen, „dass bei gutem Gelingen spätere Generationen Mainzer Bürger stolz [sein] können, ein solches Wahrzeichen zu besitzen.“

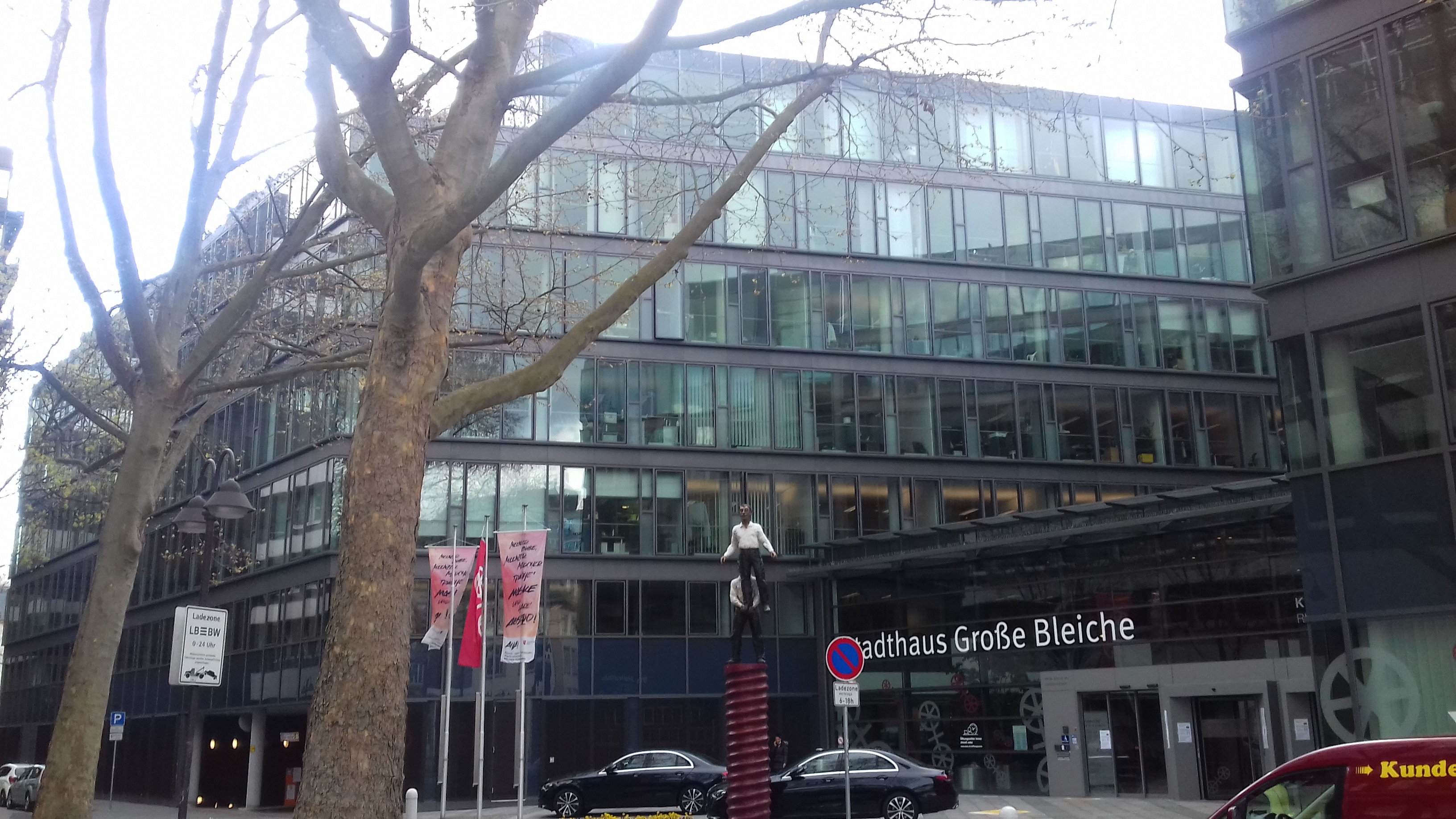
Stadthaus Große Bleiche, in dem ein Teil der Stadtverwaltung untergebracht ist

Im Herbst 2012 gab die Stadt bekannt, das mittlerweile stark sanierungsbedürftige Rathaus für circa 50 Mio. € sanieren zu wollen. Dagegen regte sich in der Bevölkerung Widerstand. Seinerzeit wurde über die Notwendigkeit einer Sanierung auch bundesweit diskutiert. Im November 2012 übergaben die Kommunalpolitiker Tobias Huch (FDP) und Felix Leidecker (CDU) dem Mainzer Oberbürgermeister Michael Ebling einen Einwohnerantrag, in dem 2.222 Mainzer Bürger einen Bürgerentscheid über die Zukunft des Rathauses forderten. Nach der politischen Willensbekundung zur Sanierung des Rathauses bei gleichzeitiger Deckelung der Kosten auf 50 Mio. € beauftragte der Mainzer Stadtrat 2016 ein europaweites Ausschreibungsverfahren als Grundlage für weitere Maßnahmen. Die im Herbst 2017 vorgelegten Planungsvarianten des beauftragten Generalplanungsbüros überschritten das geplante Budget deutlich, sehen allerdings auch keine kostengünstigere und akzeptable Alternative in einem Neubau. Eine Sanierung des Gebäudes wird als einzig praktikable Lösung empfohlen. Seit Ende 2017 ist das Gebäude aufgrund herunterfallender Dachbestandteile weitläufig mit Bauzäunen abgesperrt. Auch der Innenhof und die Treppe in Richtung des Adenauerufers sind gesperrt. An einzelnen Stellen fehlen Fassadenplatten und die Dächer sind zum Teil undicht. In der Stadtratssitzung vom 7. Februar 2018 beschloss der Stadtrat die Sanierung des Rathauses.
Seit November 2019 wird das Rathaus nunmehr umfassend saniert; die Sanierung soll (Stand August 2022) im Jahr 2027 abgeschlossen sein. Ein Interimsquartier des Ratssaals wurde im Steinsaal des Landesmuseums Mainz eingerichtet, während die Stadtverwaltung im Stadthaus Große Bleiche in die frühere Westdeutsche Immobilien Servicing und in die Malakoff Passage einzog. Für rund 32 Millionen Euro hat die Stadt dieses Gebäude von der Landesbank Baden-Württemberg (LBBW) gekauft.

## Nutzung

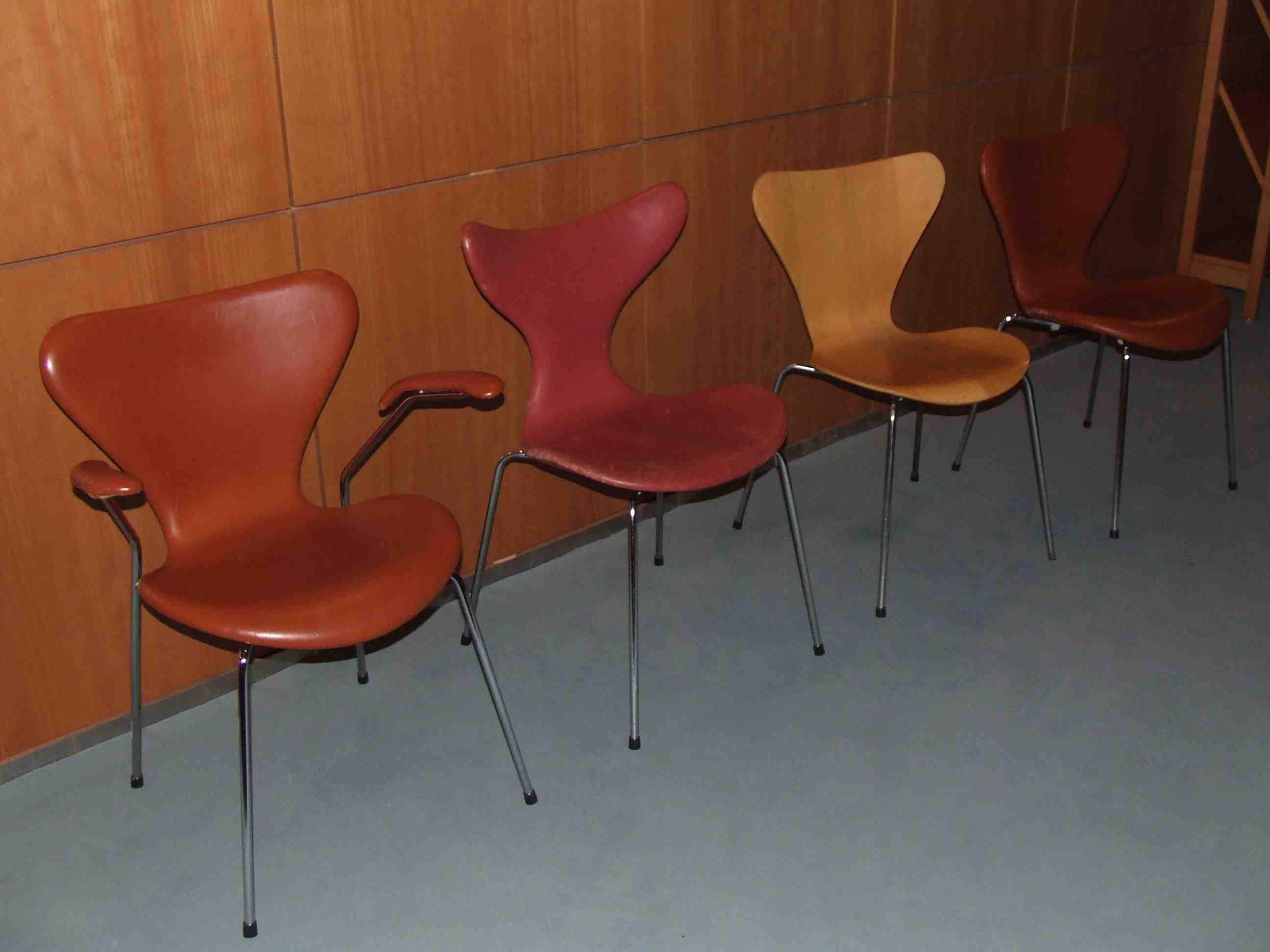
Stuhl-Modell 3207 mit Leder und Armlehne, Modell 3108 mit Leder Typ „Möwe“, Modell 3107 aus Holz, Modell 3107 mit Leder

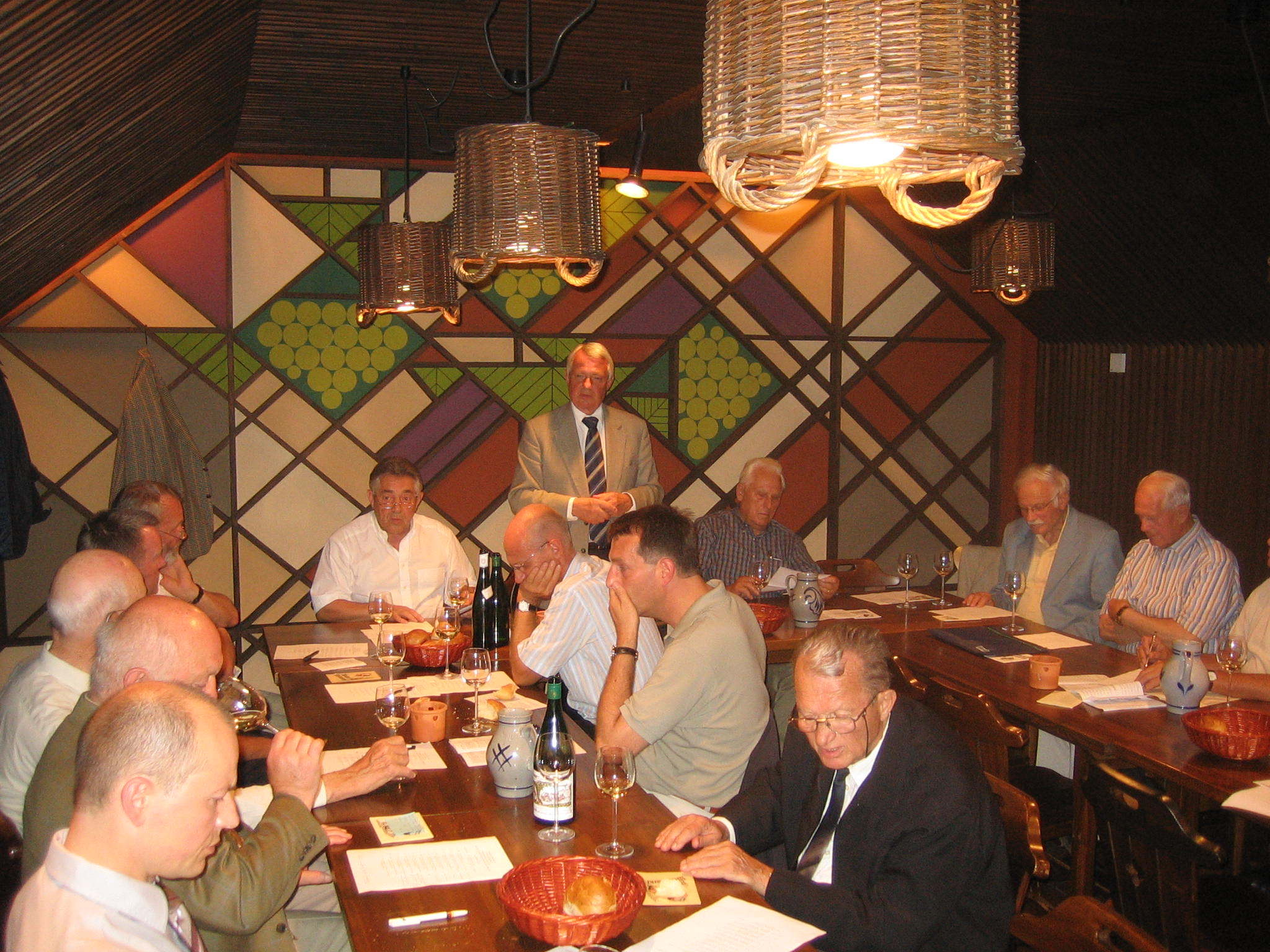
Zeitgenössischer Weinprobierkeller im Rathaus

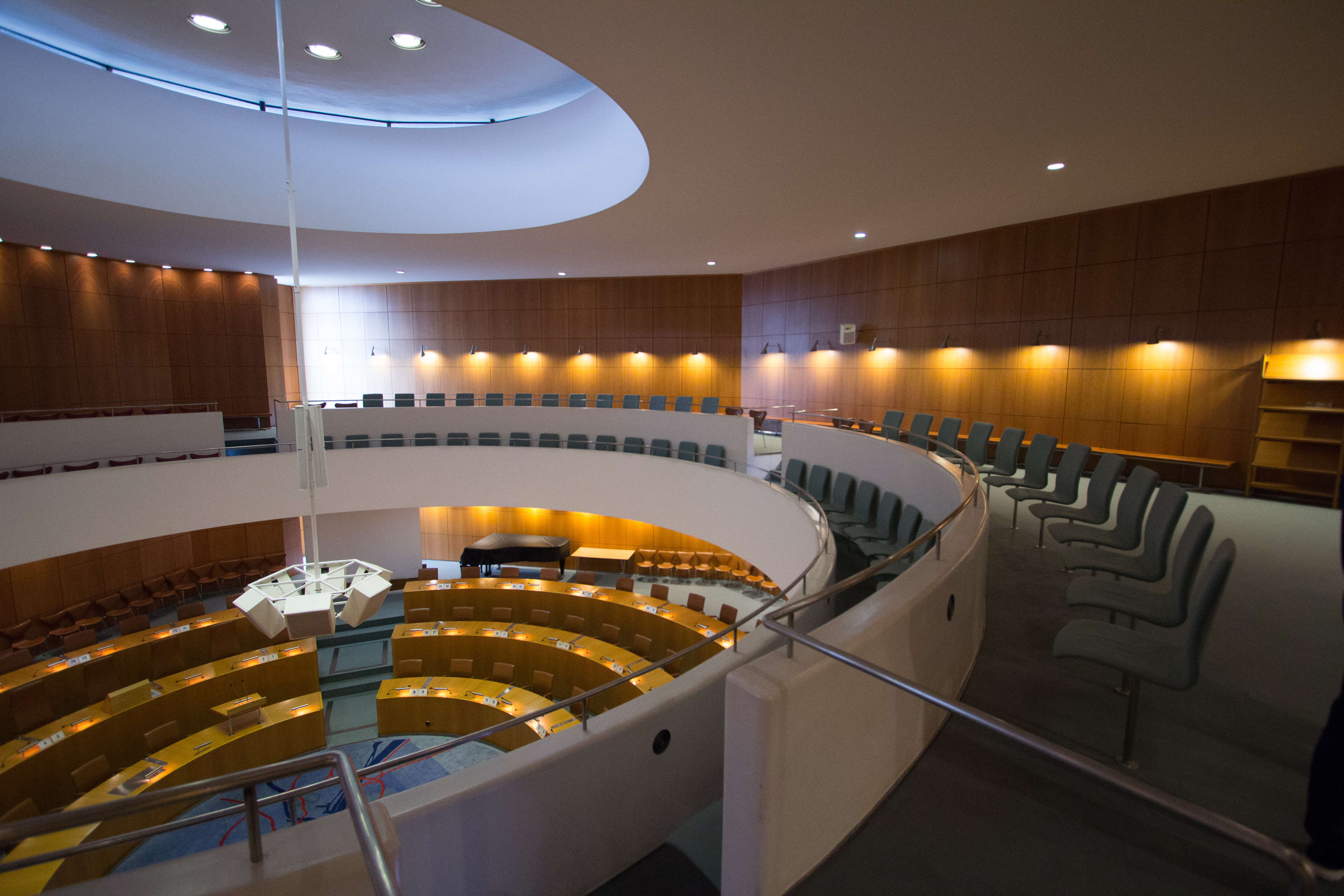
Ratssaal mit Besuchertribüne

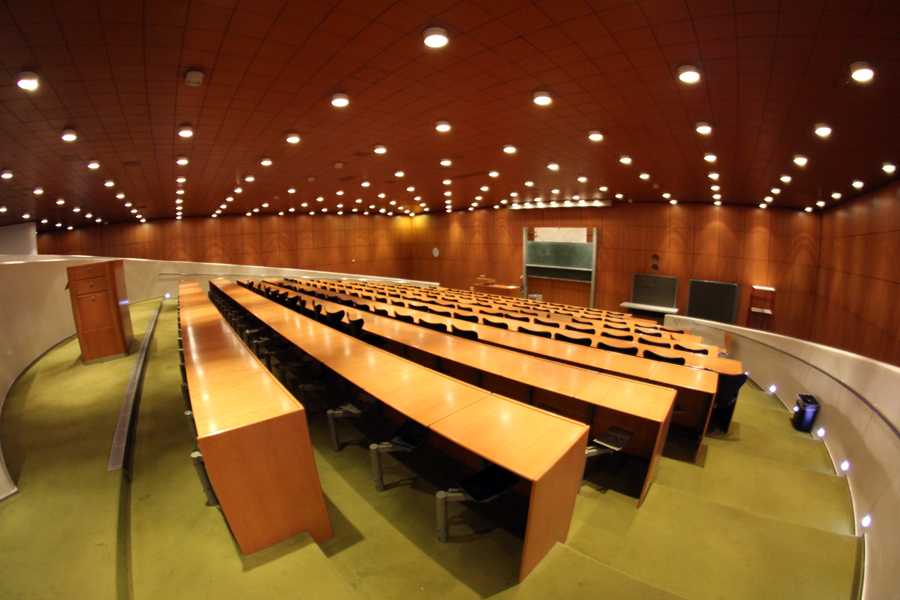
Hörsaal unterhalb des Ratssaals

Das Jacobsen-Gebäude dient nicht nur als Rathaus für die Stadt Mainz, sondern beherbergt auch die Ortsverwaltung für den Ortsbezirk Altstadt. Im Foyer finden regelmäßig kulturelle Ausstellungen statt; gelegentlich werden das Foyer oder der Ratsaal auch für Musikaufführungen, Lesungen oder andere Veranstaltungen genutzt. Unterhalb des Ratssaals befindet sich ein Hörsaal, der für verschiedene Vorlesungen unter anderem von der Verwaltungs- und Wirtschaftsakademie (VWA Mainz) genutzt wird.
Die Konferenzräume im Rathaus tragen die Namen der Partnerstädte von Mainz. Die darin enthaltene Bestuhlung stammt ebenfalls von Arne Jacobsen und ist, wie das Rathaus, denkmalgeschützt. Die insgesamt 460 Stühle gehören zur Serie 7, die Jacobsen in den 1950er Jahren entworfen hatte. Modell 3107 ist ohne und Modell 3207 mit Armlehne. Beide Typen sind mit rotbraunem Leder überzogen. Ende Oktober 2006 wurden in einem Stuttgarter Auktionshaus 270 Sitzmöbel von Jacobsen aus dem Rathaus versteigert. Der Erlös von knapp 85.000 Euro war für die Sanierung der verbleibenden 190 unter Denkmalschutz stehenden Stücke vorgesehen.
2015–2016 war der Ratsaal des Rathauses Ausweichtagungsort des Rheinland-Pfälzischen Landtags, da das Landtagsgebäude saniert wird, und das Provisorium im Landesmuseum Mainz noch nicht eingerichtet war.